# قاموس وسط (كتاب)

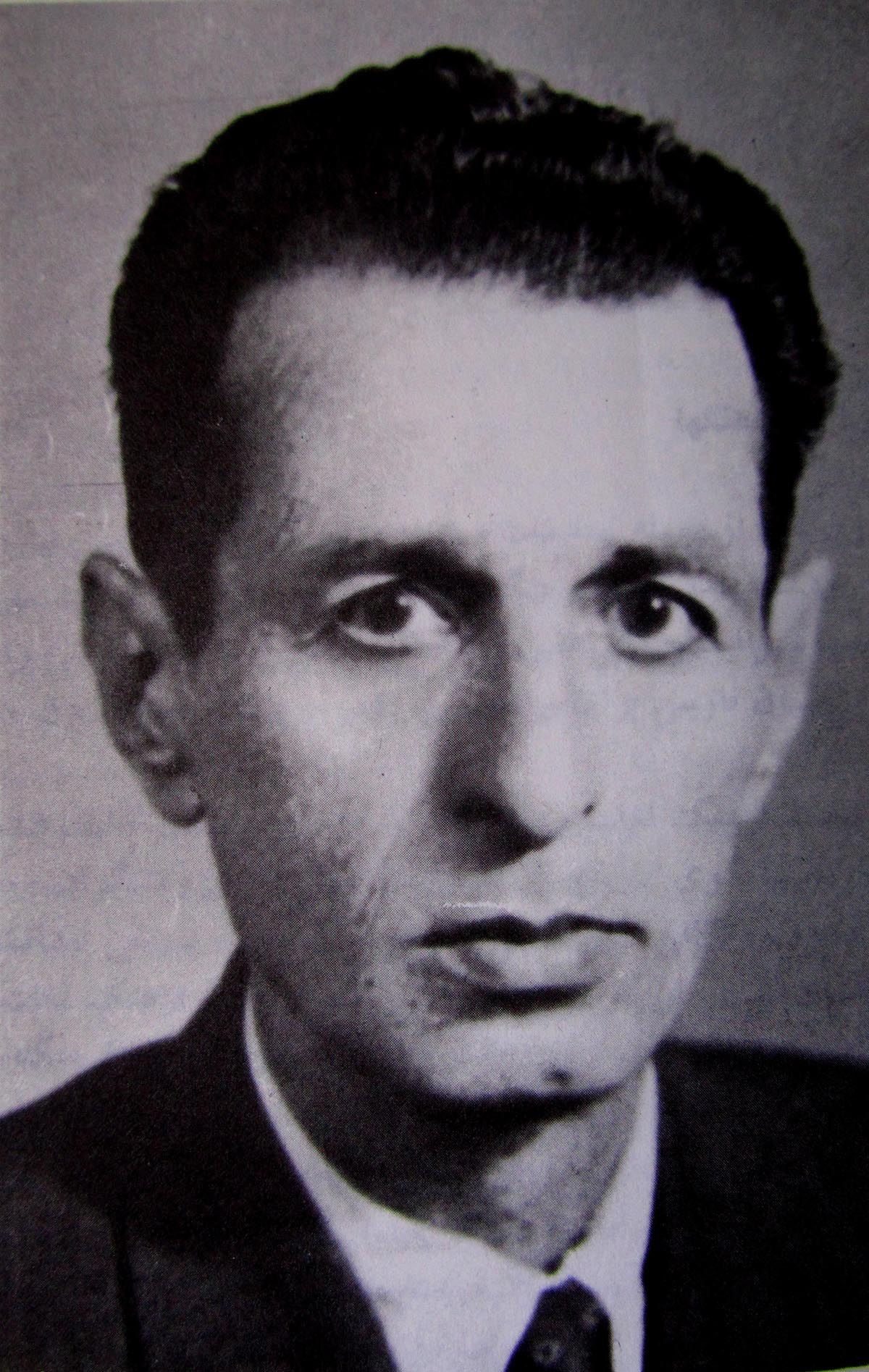
حسن عميد، مؤلف قاموس آمد

قاموس وسط أو قاموس آمد (الفارسية: فرهنگ فارسی عمید) هو قاموس مكون من مجلدين للغة الفارسية، كتبه حسن عميد.
نُشر القاموس لأول مرة في عام 1963. وكان حسن عميد قد نشر في السابق قاموسًا بعنوان فرهنك نو ( تترجم حرفيا. قاموس حديث) في عام 1954، ولكن النسخة الأكثر اكتمالا من القاموس التي نشرها هي قاموس أمد (1963). أعيد نشره في عام 2010 تحت إشراف فرهاد قربان زاده، الباحث في معهد قاموس دهخدا.